# Cristoforo Scacco di Verona
Cristoforo Scacco (XV secolo – XVI secolo) è stato un pittore italiano attivo principalmente nell'Italia centro-meridionale.

## Biografia

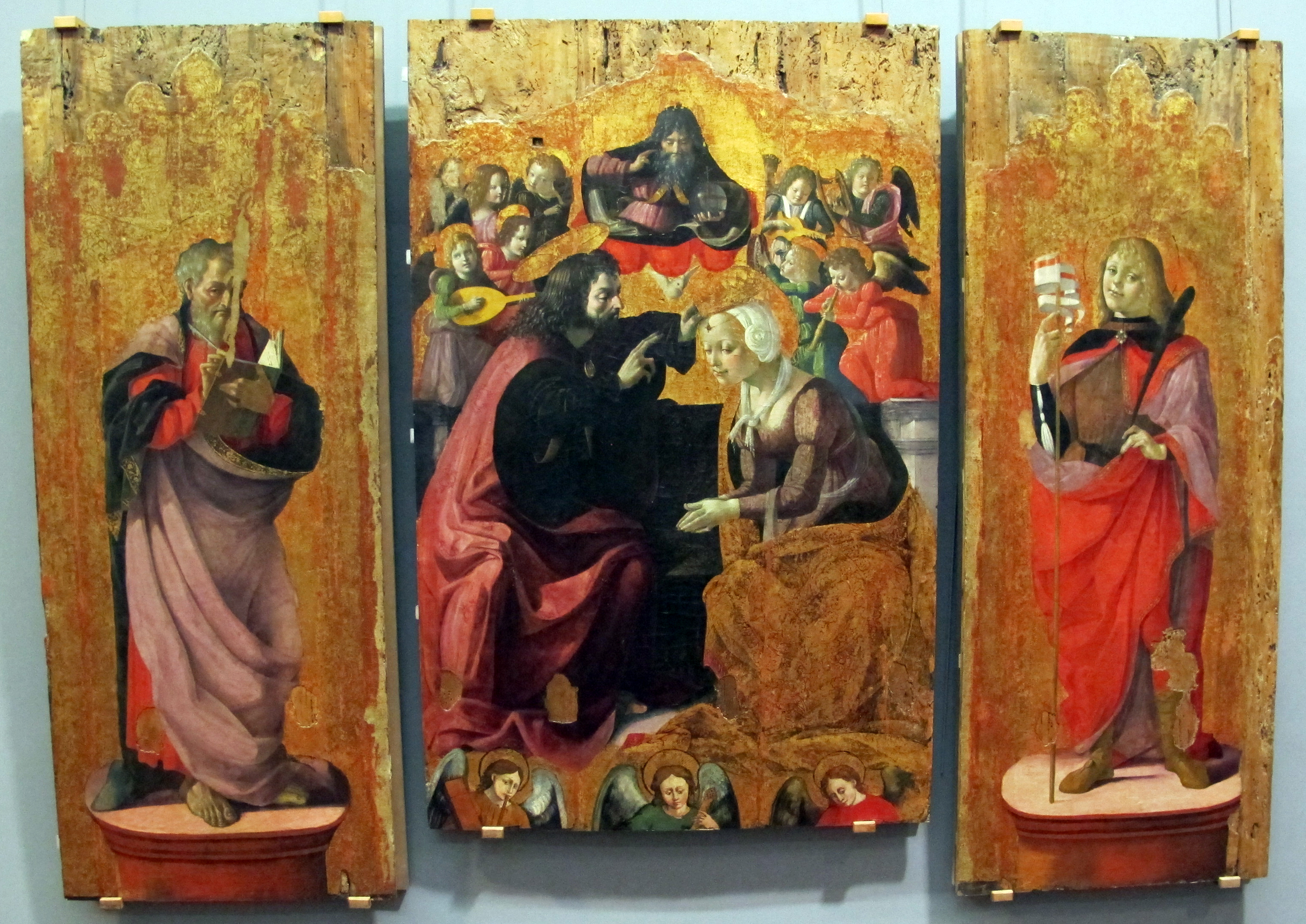
Incoronazione della Vergine coi santi Marco e Giuliano, Museo di Capodimonte, Napoli

Sono pochi i dati riguardanti la sua vita. Le firme su alcune sue opere ne hanno fatto supporre la nascita veronese, anche se si ha notizia di una famiglia Scacco residente nel secondo Quattrocento a Itri, centro poco distante da Fondi (LT). Di lui si parla nella visita pastorale compiuta nel 1599 a Monticelli (oggi Monte San Biagio, LT) dal vescovo G. B. Comparini, il quale cita un documento relativo allo Scacco "olim civi dictae terrae Monticelli": una delle pochissime prove scritte della presenza del pittore in un territorio  (contea di Fondi) allora compreso nella Campania, ora laziale, ove l'artista è beneficiario di una donazione, fatta dal cardinale Giovanni Colonna, di 25 "case" situate vicino alla sua abitazione in Monticelli per le opere realizzate presso le varie chiese della zona.
Lavora almeno dal 1483 nell'area allora inquadrata nell'alta Terra di Lavoro (Regno di Napoli) e oggi ricadente nel Lazio meridionale: tra i suoi principali committenti occorre indicare i Caetani, titolari della contea di Fondi, e in particolare il conte Onorato II Caetani e suo fratello Giordano, patriarca di Antiochia e arcivescovo di Capua.
Nel 1499 un documento segnala la presenza dello Scacco in Napoli alla corte della duchessa Lucrezia del Balzo, che gli affida il lavoro di un trittico per la sua cappella in S. Giovanni a Carbonara; nella stessa città il pittore realizza probabilmente la decorazione della Cappella Tolosa in Monteoliveto.  La sua permanenza nell'Italia centro-meridionale lo pone a diretto contatto con Antoniazzo Romano e Melozzo da Forlì di cui subirà l'influenza pittorica.  Da tale influsso scaturirà l'interesse del pittore per l'effetto cromatico di ori e tessuti, che porta alla realizzazione di opere quali la Madonna e Santi della collezione Cini, l'Annunciazione di Fondi e l'Annunciazione di Nola nella chiesa dell'Annunziata a Nola, oggi conservata nel Museo Diocesano di Nola.

## Annunciazione di Fondi
Opera firmata, erroneamente datata 1499 ma prodotta verosimilmente negli anni Ottanta del Quattrocento per la chiesa dell'Annunziata a Fondi (LT), trasferita poi nella cattedrale di San Pietro apostolo. Venne commissionata con ogni probabilità dal conte Onorato II Caetani (1414-1491), come fanno ritenere i due stemmi Caetani d'Aragona dipinti nella predella.

## Il trittico di Itri

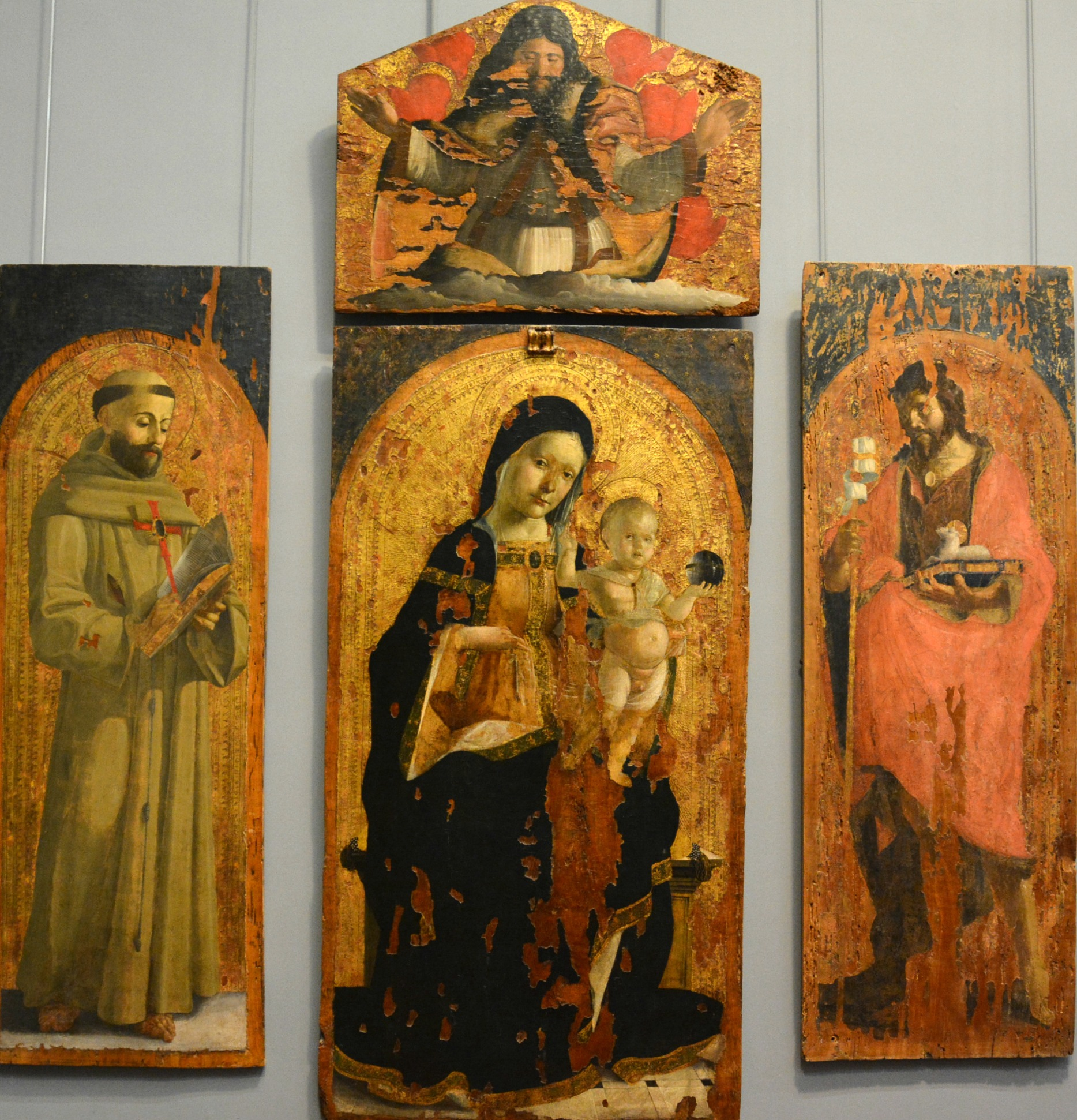
Madonna in trono col Bambino tra i santi Francesco e Giovanni Battista, Museo nazionale di Capodimonte, Napoli

Il trittico con la Madonna in trono col Bambino tra i santi Francesco e Giovanni Battista, realizzato per S. Francesco a Itri e ora al Museo nazionale di Capodimonte, riflette lo stesso clima veneto-romano della tavola Lloyd Griscom e del trittico con l’Annunciazione di Fondi, rafforzato dall’esplicito omaggio alla pala che Antoniazzo Romano aveva dipinto nel 1476 per la cattedrale di S. Pietro Apostolo in Fondi su richiesta di Onorato II Caetani.

## Il trittico di Penta

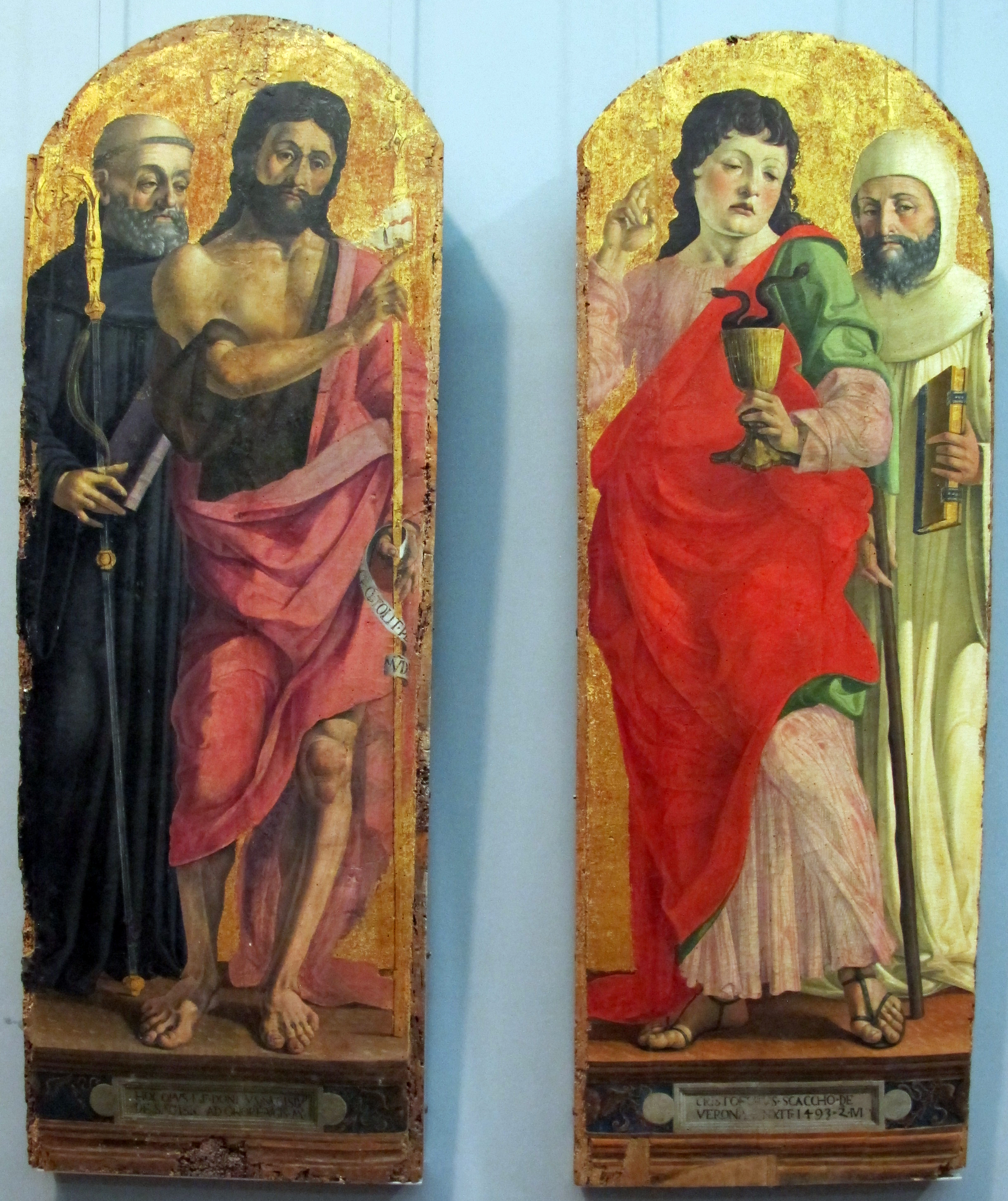
I quattro santi (San Benedetto, San Giovanni Battista, San Giovanni Evangelista e san Bernardo) del trittico di Penta, Museo nazionale di Capodimonte, Napoli

La Madonna delle Grazie e quattro santi, trittico realizzato nel 1493 per la chiesa di San Bartolomeo a Penta (SA) e oggi al Museo nazionale di Capodimonte, fu commissionata da un tal "Sagisius de Sagisio"; in quest'opera si denota la formazione settentrionale dello Scacco, che lo porta a utilizzare una costruzione e uno studio fortemente attento alle masse espanse delle figure.

## San Giovanni Battista e Santi Benedettini
Opera prodotta nel 1493 come la precedente, presenta una figura dalla massa solida inquadrata in un paesaggio dalle rocce mantegnesche, e gli affreschi con i Santi Benedettini della Cappella Tolosa in Monteoliveto a Napoli.

## Polittico della Croce

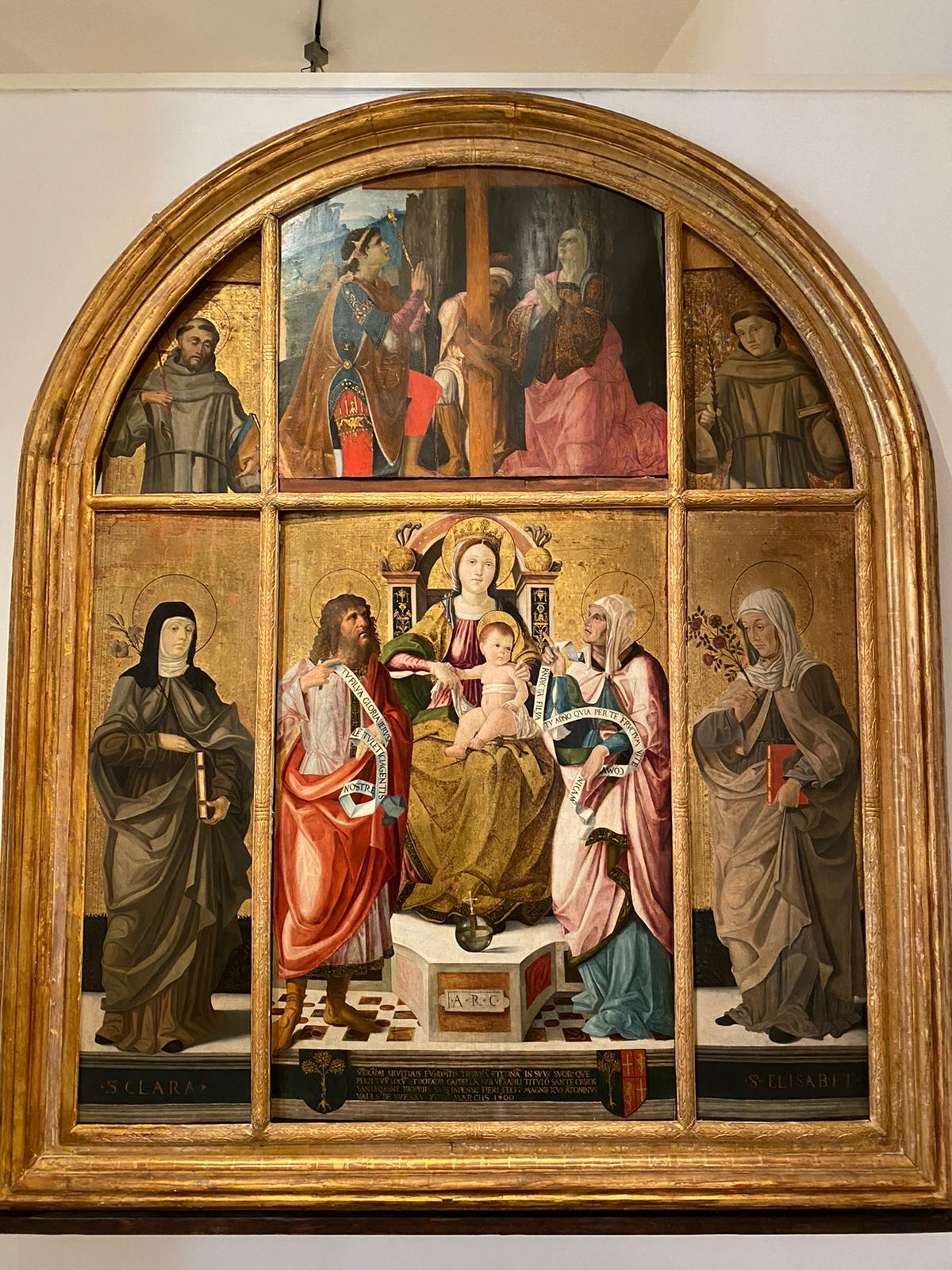
Polittico della Croce, Museo Campano, Capua

Nell'anno 1500 realizza il Polittico della Croce per Sessa Aurunca, oggi al Museo campano di Capua. La prospettiva e la costruzione geometrica dell'Arcangelo portano lo storico Riccardo Naldi a considerare quest'opera come un esempio dell'acquisizione dell'esperienza bramantesca del pittore sul finire della carriera dovuto alla presenza a Terracina e forse a Roma di Donato Bramante contemporaneamente a Scacco.

## Sposalizio mistico di Santa Caterina
Dello stesso anno è lo Sposalizio mistico di santa Caterina tra i santi Giovanni Battista ed Evangelista a Monte San Biagio, opera firmata la cui iscrizione a piè "Dominus Evangelista / Scaccho de Monticello utriusque / iuris doctor canonicus / Salernitanus fieri fecit / anno Domini MCCCCC indictione III. / Cristoforus Scacco de Verona pinxit"  denota il particolare legame del pittore con il piccolo centro di Monticelli (oggi Monte San Biagio) e fornisce indizi circa il suo successivo impegno a Salerno per il San Michele Arcangelo della chiesa di San Pietro in Vincoli oggi conservato nel Museo diocesano di Salerno considerato anche la sua ultima opera (ca. 1505).

## Opere

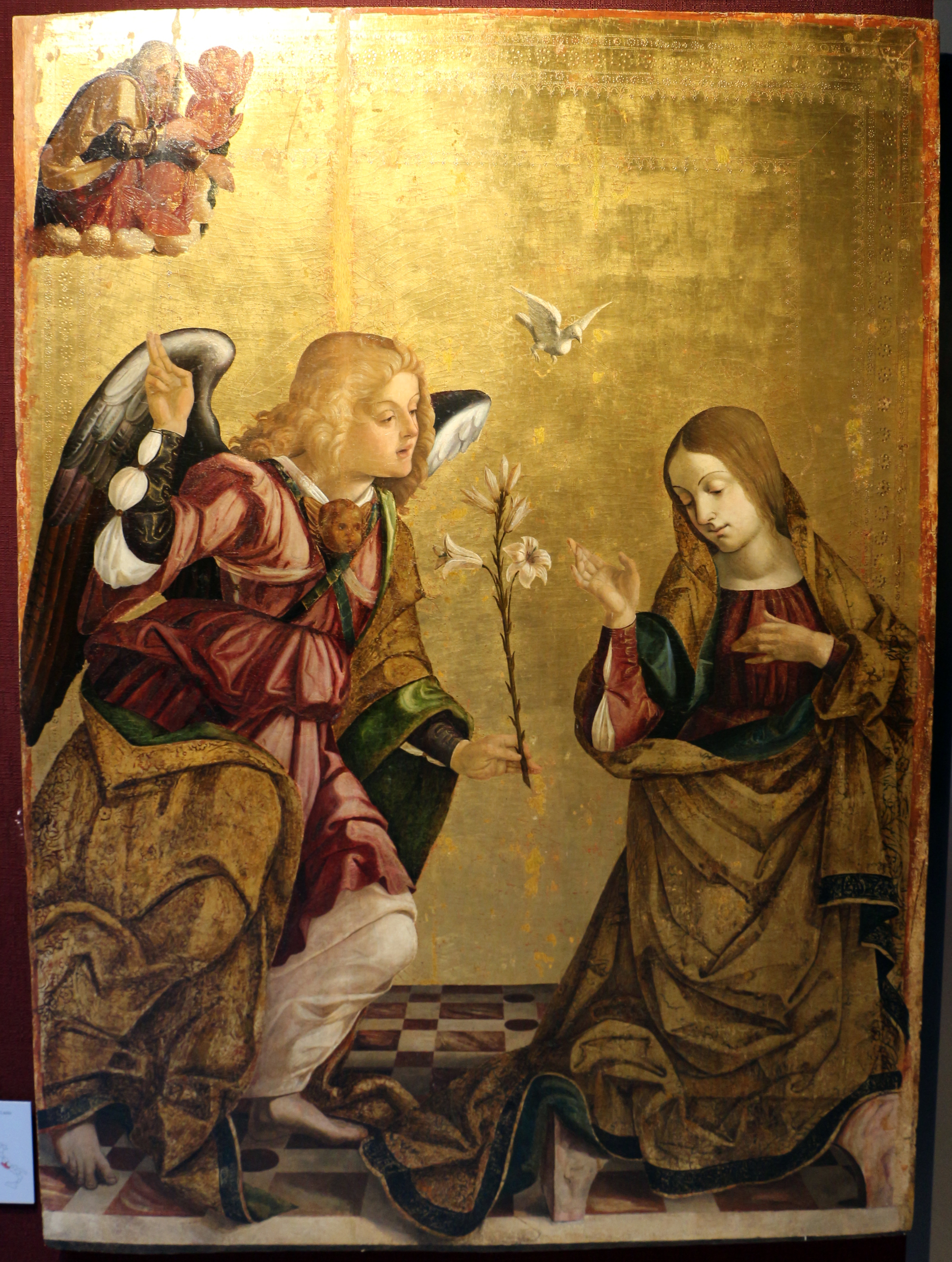
Annunciazione, Museo diocesano, Nola

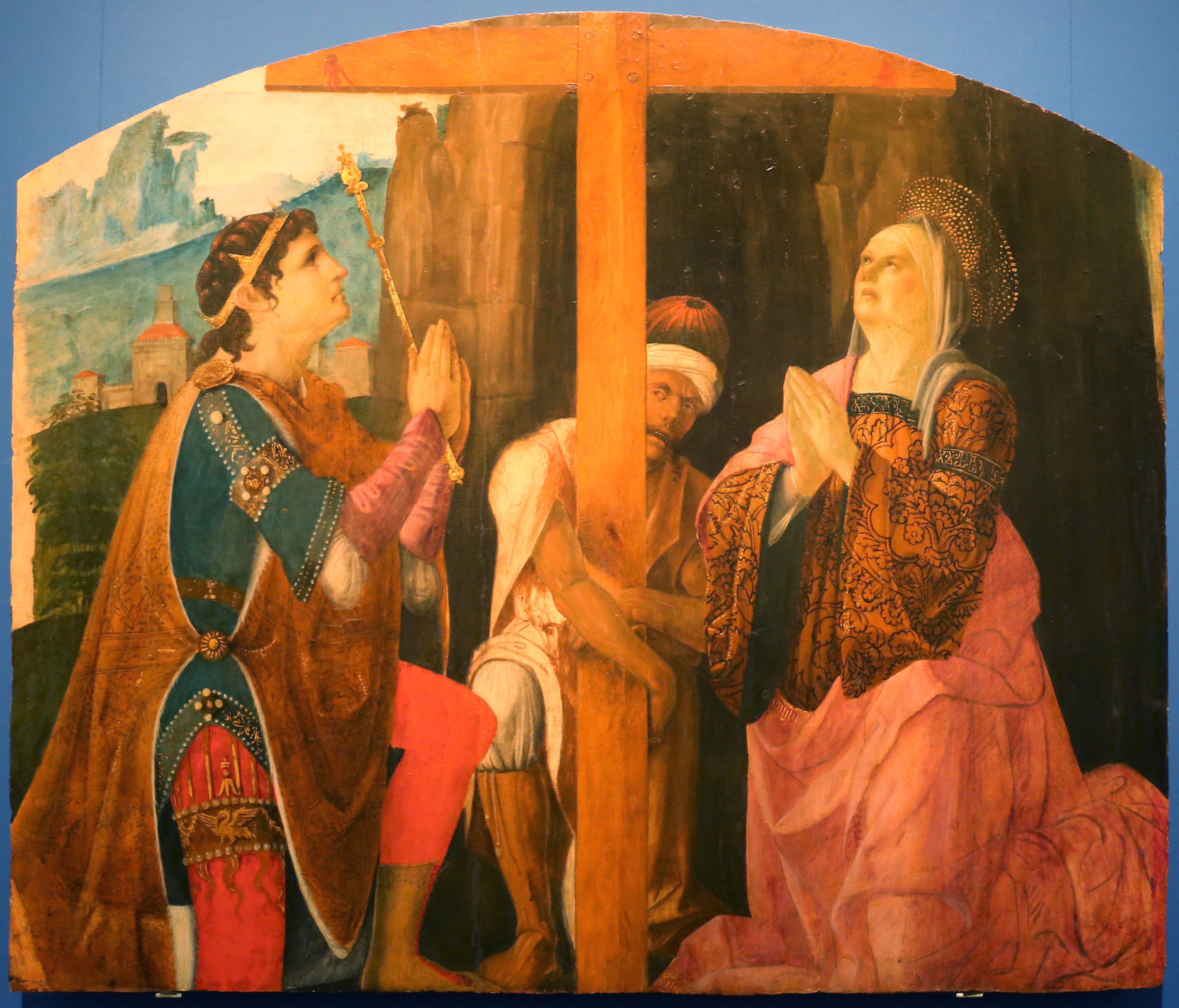
Adorazione della croce, con Costantino, Elena e un cavatore, museo provinciale campano, Capua

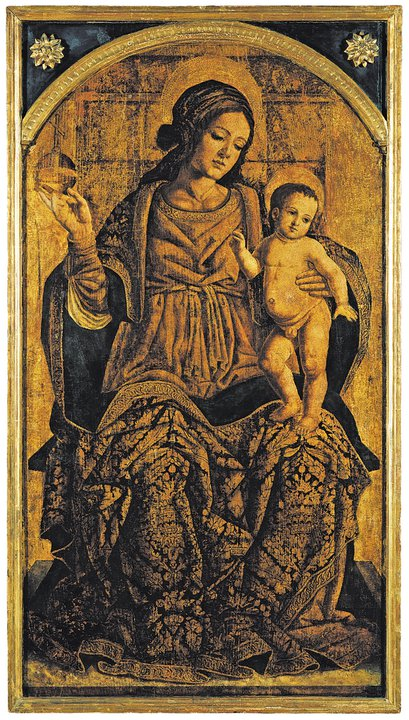
Madonna col Bambino, 1500, Castello del Wawel, Cracovia

- Trittico di Itri, conservato al Museo nazionale di Capodimonte.
- Trittico di Penta, conservato al Museo nazionale di Capodimonte.
- Annunciazione di Nola, dipinta ad olio su fondo dorato con decorazione a cornice punzonata per la chiesa dell'Annunziata a Nola, oggi presso il Museo Diocesano di Nola.
- San Giovanni Battista Harewood di Avignone
- Santi Benedettini della Cappella Tolosa in Monteoliveto a Napoli.
- La Madonna e Santi collezione Cini.
- L'Annunciazione di Fondi Fondi.
- Polittico della croce per Sessa Aurunca, oggi a Capua.
- Lo Sposalizio mistico di S. Caterina, nella chiesa di San Giovanni Battista a Monte San Biagio.
- San Michele Arcangelo (inizio del XVI secolo), conservata al Museo diocesano di Salerno.
- Un polittico e una pala d'altare chiamata Madonna della Provvidenza, datati 1503 e conservati entrambi nella chiesa di San Benedetto ad Angri.

## Musei e chiese
Elenco dei musei che espongono opere dell'artista:
- Chiesa dell'Annunziata a Nola.
- Cappella Tolosa in Monteoliveto a Napoli.
- Museo Diocesano di Nola.
- Chiesa di San Pietro Apostolo a Fondi.
- Chiesa di San Giovanni Battista a Monte San Biagio.
- Museo diocesano di Salerno.
- Museo nazionale di Capodimonte a Napoli.
- Chiesa di San Bartolomeo a Penta (Sa).